# Blitzingen
Blitzingen is een gemeente en plaats in het Zwitserse kanton Wallis, en maakt deel uit van het district Goms.
Blitzingen telt 76 inwoners.